# Рогов, Фёдор Васильевич
Фёдор Васильевич Рогов (1900—1938) — комендант — начальник Управления комендатуры Московского Кремля (УКМК) НКВД СССР, старший майор государственной безопасности (1937).

## Биография
Родился в русской семье рабочего-котельщика в Вяземском уезде Смоленской губернии. В 1910 году окончил церковно-приходскую школу деревни Бозня, в 1913 — 2 класса Вяземского городского 4-классного училища. Рассыльный Ямского волостного правления с марта 1914 по январь 1915, поденный рабочий на участке пути станции Вязьма с января по июнь 1915, ученик и подручный слесаря в депо этой же станции с апреля 1915 по май 1918.
В органах ВЧК—ОГПУ—НКВД сотрудник Вяземской уездной ЧК с мая по декабрь 1918. Делопроизводитель санитарной части РККА с декабря 1918 по июль 1919. В РКП(б) с мая 1919. Комиссар, агент, помощник уполномоченного Вяземской УТЧК с июля 1919 по январь 1920. Сотрудник Московской РТЧК с января по март 1920. Сотрудник Ташкентской РТЧК с марта 1920 по январь 1921, сотрудник Полторацкого ОДТЧК с января по ноябрь 1921, сотрудник Кокандского ОДТЧК с ноября 1921 по май 1922, сотрудник Полторацкого ОДТО ГПУ с мая 1922 по май 1923, сотрудник Ташкентского ОДТО ГПУ с мая по ноябрь 1923. Начальник СОЧ, заместитель начальника ДТО ОГПУ Сызрано-Вяземской железной дороги с ноября 1923 по 27 август 1925, заместитель начальника ДТО ОГПУ Западной железной дороги со 2 сентября 1925 по 14 августа 1926, заместитель начальника ДТО ОГПУ Самаро-Златоустовской железной дороги с 22 августа 1926 по 1 августа 1929. Начальник Информационного управления (ИНФО) Оренбургского окружного отдела ГПУ с декабря 1929 по май 1930, также помощник начальника Оренбургского окружного отдела ГПУ с 1930 по май 1930. Начальник Кузнецкого окружного отдела ГПУ с 15 мая по 1 октября 1930. Начальник Ульяновского городского отдела ГПУ с 1 октября 1930 по 12 мая 1931, также помощник начальника Ульяновского оперативного сектора ГПУ с 1 октября 1930 по 26 мая 1932, и ещё начальник секретно-политического отдела (СПО) Ульяновского оперативного сектора ГПУ с 22 октября 1931 по 26 мая 1932.
Начальник Курсов усовершенствования начсостава Центральной школы ОГПУ СССР с 26 мая 1932 по 1 апреля 1933. Временно исполняющий должность начальника 1-го отделения отдела кадров ОГПУ СССР с 1 апреля по 1 августа 1933, заодно начальник 3-го отделения отдела кадров ОГПУ СССР с 19 мая 1933 по 10 июля 1934, потом начальник 3-го отделения отдела кадров НКВД СССР до 3 января 1935. Начальник отдела кадров Управления НКВД Ленинградской области с 3 января 1935 по 13 марта 1937. Начальник Ленинградской межкраевой школы НКВД с 7 октября 1935 по 13 марта 1937. Начальник 1-го отдела УГБ УНКВД Ленинградской области с 13 марта до 25 сентября 1937.
25 сентября 1937 года назначен комендантом (также начальником Управления комендатуры) Московского Кремля.

## Гибель
6 ноября 1938 года, узнав о том, что накануне был арестован начальник личной охраны И. Сталина Израиль Дагин, и идут аресты среди начальствующего состава комендатуры Московского Кремля, покончил жизнь самоубийством (застрелился).

### Звания
- капитан ГБ, 25.12.1935;
- майор ГБ, 26.05.1937;
- старший майор ГБ, 26.09.1937.

### Награды
- знак «Почётный работник ВЧК—ГПУ (XV)», 20.12.1932.